# Вулиця Хорива

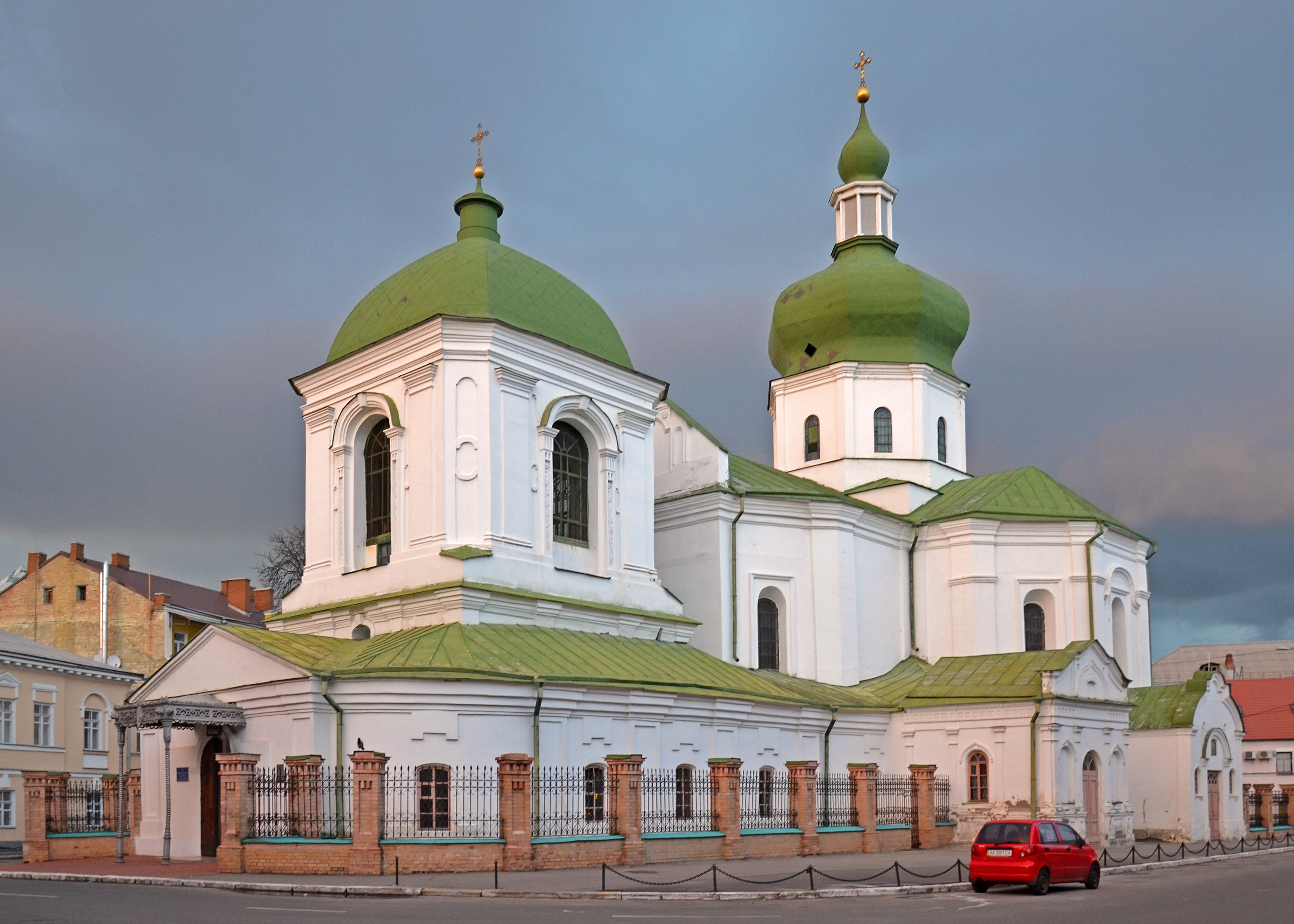
Церква Миколи Притиска

Ву́лиця Хори́ва — вулиця в Подільському районі міста Києва, місцевість Поділ. Пролягає від вулиці Житньоторзької до Набережно-Хрещатицької вулиці.
Прилучаються вулиці Притисько-Микільська, Костянтинівська, Межигірська, Волоська, Почайнинська та провулок Хорива.

## Історія
У 1660-х роках на ділянці біля церкви Миколи Притиска козацький сотник Сава Туптало, соратник Богдана Хмельницького і батько митрополита Димитрія Ростовського спорудив собі кам'яницю.
Вулицю прокладено після пожежі 1811 року та перепланування Подолу за проєктом петербурзького архітектора Вільяма Гесте.
У XIX—XX століттях вулиця називалася «Хорева́» або «Хорєва́я», на честь Хорива, одного з літописних засновників Києва, брата Кия, Щека та Либіді. Сучасна уточнена назва вживається з 1982 року (офіційного перейменування не було).
Під час повномасштабної російської агресії проти України постраждала забудова вулиці: внаслідок падіння збитого безпілотника РФ 12 березня 2022 о 6:17 зайнявся чотириповерховий офісний будинок № 25. Виникла пожежа на площі 50 кв. м, жертв і постраждалих не було.

## Забудова
На вулиці значною мірою збереглася забудова середини та кінця XIX століття. Тут селилися заможні подільські міщани. В середній частині вулиці зустрічаються сучасніші будинки — прибуткові будинки 1910-х років або зведені за індивідуальним проєктом у 1980-х роках (№ 22/28, № 32, № 34). Кінцева частина вулиці з парного боку забудована комплексом так званих «прибалтійських» будинків, зведених за спецпроєктом наприкінці 1980-х років.

### Пам'ятки історії та архітектури
- буд. № 1/2, 1, 1-А, 1-Г — садиба другої половини XIX століття. Будівлі зведені архітектором Федором Головановим у стилі класицизм (буд. № 1/2 та № 1-А) та історизму (№ 1 та № 1-Г).
- буд. № 2, 2-А, 2-Д — садиба XIX століття. Споруджено у стилі історизму архітектором Олександром Кривошеєвим.
- буд. № 3-А — будівля Притисько-Микільської приходської школи (1836–1838 роки).
- буд. № 4 — житловий будинок у стилі історизм (1899–1900 роки).
- буд. № 5 — житловий будинок у стилі класицизм. Зведений у 1838 році архітектором Людвіком Станзані.
- буд. № 11-А — житловий будинок у стилі неоренесанс (кінець XIX століття). Зведений архітектором Андрієм-Фердинандом Крауссом.
- буд. № 13/11 — житловий будинок, зведений у 1818 році, ймовірно, архітектором Андрієм Меленським. У 1882 році архітектор Адольф-Фрідріх Геккер перебудував будинок у стилі класицизм.
- буд. № 16/7 — житловий будинок у стилі класицизм (поч. XIX століття).
- буд. № 18/10, 18-А, 18-Б — садиба другої половини XIX століття у стилі історизм.
- буд. № 21-23 — житловий будинок у стилі історизм (1897 рік).
- буд. № 27 — житловий будинок з крамницею. Зведений архітектором Федором Головановим у стилі класицизм у 1863 році. У 2001 році будинок був реконструйований.
- буд. № 31-А, 31-Б — садиба кінця 1890-х років у стилі історизм. Архітектор Микола Горденін.
- буд. № 36 — житловий будинок у стилі класицизм (початок XIX століття).
- буд. № 42/24 — житловий будинок у стилі історизм (початок XX століття).
- буд. № 46 — житловий будинок у стилі історизм (початок XIX століття). Архітектор Микола Казанський. В наш час — посольство Іспанії.
- буд. № 49-А і 49-Б — садиба 1880-х років у стилі історизм. Будинок № 49-А зведений архітектором Володимиром Ніколаєвим, будинок № 49-Б — Миколою Горденіним.

### Церква Миколи Притиска

Меморіальна дошка митрополиту Івану Павловському

На вулиці знаходиться церква Миколи Притиска — пам'ятник архітектури XVII–XVIII століття. За однією версією споруджена у 1631 році, за іншою — наприкінці XVII століття у стилі українського бароко. Декілька разів перебудовувалася, у будівництві брали участь відомі архітектори Володимир Ніколаєв (1880-ті роки), Андрій Меленський (1811 рік), М. Александрова (1956–1957 роки).

## Відомі жителі
З листів Анатолія Свидницького до піклувальника Київського навчального округу М. І. Пирогова, від 15 вересня 1860 року, зазначено, що письменник якийсь час мешкав на вулиці Хорива, наймаючи малесеньку кімнатку, в якій стояли тапчан та столик, а на печі лежали два мішки з сухарями, що не раз рятували студента. 

## Пам'ятники та меморіальні дошки
- буд. № 5-А (церква Миколи Притиска) — меморіальна дошка митрополиту Івану Павловському. Відкрита у 1994 році, скульптор Володимир Луцак, архітектор Яків Ковбаса

## Установи та заклади
- Посольство Іспанії в Україні (буд. № 46)
- АБ «Київська Русь», головний офіс (буд. № 11-А)
- Подільське РУ ГУ МВС України (буд. № 20)
- Суд Подільського району (буд. № 21)